# Stranka prava (Dalmacija)
Početkom 1890-ih pravaška politika naišla je na pozitivan odjek u Dalmaciji. Nakon završetka Narodnog pokreta, kada je osnovana Srpska stranka i kada je, 1882., u narodnjačke ruke došla i splitska općina, stvoreni su uvjeti za razvoj pravaštva. Pravaštvo je, zapravo, bilo odgovor na narodnjački neuspjeh u sprječavanju gospodarske stagnacije. Dalmacija je bila u potpunosti poljoprivredna zemlja. Posebice je bila pogođena trgovinskim ugovorom iz 1891., to jest, vinskom klauzulom između Italije i Austro-Ugarske, gdje je dopušten uvoz jeftina talijanskog vina uz simboličnu carinu. Dalmatinsko vinogradarstvo je propalo te je pravaštvo bilo „slamka“ spasa. Originalna Starčevićeva ideologija tu nije postojala, pa se pravaštvo pojavilo kao kombinacija Starčevića i narodnjaka Mihovila Pavlinovića. On je u početku zagovarao hrvatstvo u slavenskom okviru, to jest jugoslavenstvo, s naglašenim katolicizmom, a poslije je uvidio zablude i gorljivo zastupao hrvatstvo, jasno ga razlučujući od srpstva. Svećenik Ivo Prodan prvi se u Dalmaciji javno izjasnio za pravaštvo i sjedinjenje Dalmacije s ostatkom Hrvatske. On je stavio pravaštvo u okvir političkoga katolicizma, a politički program koji je sastavio povezao ga je s dinastijskim i trijalističkim programom Čiste stranke prava u Banskoj Hrvatskoj, pa je i stranka koju je 1898. Prodan odvojio od Stranke prava nazvana Čista stranka prava. 
Ante Trumbić i Frano Supilo opredijelili su se za liberalno pravaštvo, s mišljenjem da Hrvati vlastitim snagama moraju stvoriti svoju državu, iskorištavajući krize i odnose velikih sila. Po njima bi Hrvatska bila izvan Monarhije i te su stavove Trumbić i Supilo iznosili u listu Crvena Hrvatska. Zadatak Crvene Hrvatske bio je da se suprotstavi srpskim pretenzijama na Dalmaciju te srpskoj suradnji s dalmatinskim autonomašima. Ipak, Supilo je želio suradnju sa Srbima, jer je smatrao da jedino tako mogu ispuniti svoj cilj, koji je bio sjedinjenje Dalmacije s Banskom Hrvatskom. 
Treća grana pravaštva bio je svećenik Juraj Biankini, koji je djelovao u Hrvatskom klubu u Dalmatinskom saboru, a koji se nije odmah izjasnio za pravaštvo. On je okupljao nezadovoljnike iz Narodne stranke koji su istupili tri mjeseca nakon potpisivanja trgovinskog ugovora s Italijom. Osuđivali su narodnjake zbog popuštanja dualizmu, izbjegavanja govora o sjedinjenju Dalmacije s Banskom Hrvatskom te zbog priznavanja srpskoga nacionalnog imena u Hrvatskoj. Biankini je surađivao s hrvatskim političarima iz Istre Matkom Laginjom i Vjekoslavom Spinčićem te se zalagao za trijalizam, kao i Prodan. Na polaganju kamena temeljca za Starčevićev dom, u lipnju 1894., Biankini je izjavio da je njegov Hrvatski klub član Stranke prava. Nakon toga bila su otvorena vrata povezivanju svih triju struja, unatoč znatnim razlikama među njima. Tim činom osnovana je jedinstvena Stranka prava u Dalmaciji. 
Godine 1905., Stranka prava se sjedinjuje s Narodnom strankom u zajedničku Hrvatsku stranku, što je bila posljedica ujedinjenja Stranke prava i Neovisne narodne stranke u Hrvatsku stranku prava u Banskoj Hrvatskoj. Budući da je novonastala stranka pristala uz jugoslavenstvo i tzv. politiku novoga kursa, koja je označavala priznanje srpskog suvereniteta na hrvatskom tlu, dio nezadovoljnika se odvaja i ponovo stvara Stranku prava, 1908. godine. Njoj se pripaja i dalmatinska Čista stranka prava, jer se je njezina inačica u Banskoj Hrvatskoj previše oslonila na režim i također raskolila na milinovce i frankovce. Pandan novonastaloj stranci u Banskoj Hrvatskoj je Starčevićeva stranka prava.
Pravaši su na izborima za Carevinsko vijeće 14. svibnja 1907. kandidirali ove osobe: don Ivu Prodana (1. izborni kotar, izborništvo Zadar – Pag – Rab – Biograd koje je bilo jako pravaško uporište), Pavla Luku Relju, dr Ivana Buića, don Ivu Bojanića, dr Ivana Majstrovića, Gjuru Rašicu, Damjana Katalinića, Frano Bradića, dr Petra Baturića, prof. fra Josipa Virgila Perića i Marka Stojića, pri čemu su Rašica i Bradić poslije ustupili svoja mjesta don Anti Liepopiliju i don Frani Buliću, nezavisnom kandidatu kojeg su podupirali i pravaši i narodnjaci. Birače su pozvali na glasovanje proglasom Hrvatski narode koji je izlazio u stranačkom glasilu Hrvatskoj kruni.
Predloženici (kandidati) na izborima izborima za Carevinsko vijeće 13. lipnja 1911. bile su ove osobe: don Ivo Prodan, dr Ante Dulibić, dr Ivan Krstelj, dr Ante Sesardić, prof. Josip Virgil Perić, dr Niko Marinković, dr Mate Drinković i don Ante Bačić, s time što je stranka u dubrovačkom izbornom kotaru tijekom kampanje promijenila predloženika pa je umjesto don Ante Bačića stavljen dr. Baldo Cvilićević. Prošli su don Ivo Prodan (izborni kotar Zadar – Pag – Rab – Biograd), dr Ante Dulibić (izborni kotar Šibenik – Tisno – Skradin), dr Ante Sesardić (izborni kotar Sinj – Vrlika) i prof. Josip Virgil Perić (izborni kotar Imotski –
Omiš).
Obnovljena Stranka prava bila je sastavnica Svepravaške organizacije (1911. – 1913.).
Pored navedenih, poznati pravaši iz Dalmacije bili su Mate Drinković, Vicko Mihaljević i dr.